# سيلسو فيريرا
سيلسو فيريرا هو لاعب كرة قدم برازيلي، ولد في 2 أكتوبر 1950 في ساو باولو في البرازيل، وتوفي في 14 يناير 1997. لعب مع نادي بالميراس.

## وصلات خارجية
- سيلسو فيريرا على موقع أوليمبيديا (الإنجليزية)